# 二宮善子
二宮 善子（にのみや よしこ）は日本の歌手。愛媛県出身。

## 概要
- NHKのど自慢大会グランドチャンピオン優勝を経てミノルフォンから「土佐のひと」でデビュー（1969年1月）。
- その後「信じていいのね」「美しすぎた歌」等の曲を出す。
- 同じミノルフォンの歌手、大木英夫とのデュエット曲「あなたまかせの夜だから」は70万枚の大ヒットとなった（1971年1月10日発売、オリコン最高順位8位、売り上げ枚数29.9万枚）。